# Laissaud
Laissaud este o comună în departamentul Savoie din sud-estul Franței. În 2009 avea o populație de 612 de locuitori.

## Evoluția populației
| An        | 1975 | 1982 | 1990 | 1999 | 2006 | 2009 |
| --------- | ---- | ---- | ---- | ---- | ---- | ---- |
| Populație | 294  | 411  | 458  | 525  | 599  | 612  |